# James Edmund Jeffries
James Edmund Jeffries (* 1. Juni 1925 in Detroit, Michigan; † 22. August 1997 in Tucson, Arizona) war ein US-amerikanischer Politiker der Republikanischen Partei.
Nach dem Besuch der öffentlichen Schulen machte Jeffries 1943 seinen Abschluss an der Cranbrook Academy in Bloomfield Hills. Danach diente er von 1943 bis 1945 im United States Army Air Corps. Ab 1947 studierte er an der Michigan State University in Lansing. Nach dem Studium arbeitete Jeffries von 1956 bis 1979 als Investmentberater.
Im Jahr 1978 nahm er als Delegierter an der Kansas State Republican Convention teil und kandidierte für einen Sitz im Kongress, in den er schließlich auch gewählt wurde. Jeffries vertrat nun vom 3. Januar 1979 bis zum 3. Januar 1983 den zweiten Wahlbezirk des Bundesstaates Kansas im Repräsentantenhaus der Vereinigten Staaten. Bei den Kongresswahlen 1982 stellte er sich nicht mehr zur Wahl. Jeffries verbrachte seinen Lebensabend in Atchison (Kansas).